# (6529) Rhoads
(6529) Rhoads (1993 XR2) – planetoida z pasa głównego asteroid okrążająca Słońce w ciągu 3,59 lat w średniej odległości 2,34 j.a. Odkryta 14 grudnia 1993 roku.